# Thiên thạch

Minh họa các pha về "meteoroid" vào khí quyển thành "meteor" nhìn thấy được, và là "meteorite" khi chạm bề mặt Trái Đất.

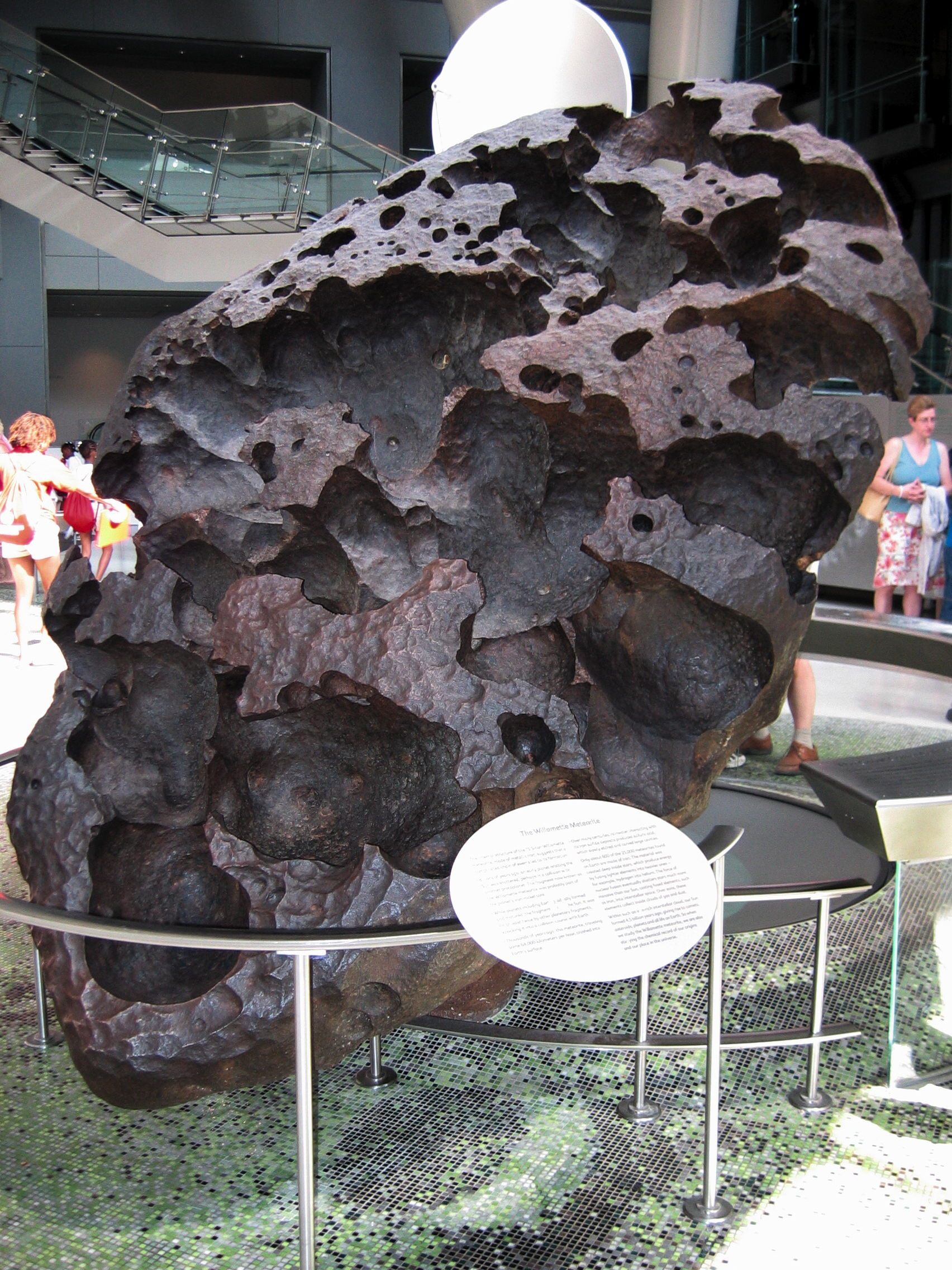
Willamette Meteorite là thiên thạch to nhất được tìm thấy ở Hoa Kỳ.

Thiên thạch (meteoroid), hiện nay trong tiếng Việt được dùng không thống nhất để chỉ nhiều loại thiên thể với các bản chất hoàn toàn khác nhau: Là vật thể đến từ vùng không gian giữa các hành tinh bay vào khí quyển, rơi xuống/tác động vào bề mặt Trái Đất.  (Thiên thạch theo nghĩa Hán Việt có thể được dịch là "đá trời" hay “đá từ vũ trụ”).
Khi còn ở trong vũ trụ, nó được gọi là vân thạch hay thiên thạch, thiên thể. Khi rơi vào bầu khí quyển của Trái Đất thì áp suất nén làm thiên thạch nóng lên và phát ra ánh sáng, có thể có sự đốt cháy (lớp ngoài) và có khả năng tạo ra tượng "sao băng" dạng điểm sáng và thường có cái đuôi hướng từ phía Trái Đất đi ra.
Một số thiên thạch có kích thước đủ lớn và nhân khó bốc hơi khi rơi xuống va chạm với bề mặt Trái Đất bị đốt cháy bớt một phần, phần còn lại sẽ ở dạng viên hay khối rắn, và khối này được gọi là "vẫn thạch" (meteorite).
Ngoài ra, thiên thạch dạng đá chưa bị thay đổi do sự tan chảy hoặc biến đổi của nguồn thiên thạch mẹ, được gọi là chondrit .
Khi thiên thạch di chuyển với vận tốc nhanh và va vào bề mặt của một hành tinh hay tiểu hành tinh thì nó để lại trên bề mặt của hành tinh đó những mảnh vỡ hay những dấu vết về sự va chạm. Chúng ta có thể thấy rõ những ảnh chụp từ trong không gian của NASA về những vết rỗ trên Mặt Trăng vì ở đây không có gió hay trên Hỏa tinh (Sao Hỏa).
Trên thế giới đã tìm thấy rất nhiều những nơi mà dấu vết về vụ va chạm thiên thạch để lại. Tính đến giữa năm 2006, trên thế giới đã có khoảng 1050 mẫu thiên thạch từ những vụ va chạm và có khoảng 31000 tài liệu ghi chép về thiên thạch.
Một số từ điển tiếng Việt (từ điển giải nghĩa) đã định nghĩa khác nhau về thiên thạch là vẫn thạch (tiếng Anh: meteorite). Nhiều tài liệu dùng từ "thiên thạch" để chỉ tiểu hành tinh (tiếng Anh: asteroid). Một số từ điển Anh-Việt dịch chung lẫn nhau giữa vẫn thạch, thiên thạch cho từ meteoroid, meteor, meteorite. Tuy nhiên nên người đọc nên hiểu và phân biệt được bản chất của vẫn thạch là những gì còn lại sau khi một thiên thạch rơi xuống, va chạm với Trái Đất đã bị đốt cháy một phần.

## Cách đặt tên
Những thiên thạch được đặt cái tên theo nơi mà được tìm thấy chúng, thường là một thành phố hay thị trấn hoặc gần một nơi nào đấy xét về mặt địa lý. Còn trong trường hợp tìm thấy nhiều thiên thạch ở cùng một nơi thì thêm vào những ký tự hoặc chữ số vào sau tên gọi (ví dụ như, Allan Hills 77005 hay Dimmitt (b)). Một số thiên thạch được đặt một biệt hiệu hoàn toàn khác: thiên thạch Sylacauga ở trong thành phố Sylacauga, quận Talladega, Alabama, Hoa Kỳ đôi khi còn được gọi thiên thạch Hodges sau Ann Hodges. Tuy nhiên, những cái tên biệt hiệu này thường được các nhà khoa học, thiên văn học nghiên cứu và đặt tên.

## Thiên thạch[7]

### Vành đai tiểu hành tinh
Giữa Hoả tinh và Mộc tinh là một dải được gọi là Vành đai tiểu hành tinh. Hầu hết tất cả các tiểu hành tinh ở đây được xem như là thiên thạch với đủ kích cỡ, từ kích thước một hòn đá nhỏ tới một quả bóng và có khi tới hơn 1.000 km đường kính.
Hơn 5 ngàn tiểu hành tinh lớn nhất được phát hiện. Và số lượng của chúng cũng có thể lên tới hàng triệu. Một số người cho rằng các tiểu hành tinh đã bị phá hủy. Nhưng nếu vậy thì số còn lại biến đi đâu, bởi nếu có tập trung hết lại thì chúng cũng chỉ có kích thước bằng một vệ tinh cỡ nhỏ.
Không phải tất cả các tiểu hành tinh đều có cấu tạo hoàn toàn là đá, một số có chứa carbon hay kim loại, và có nhiều loại khác nhau. Một số tàu vũ trụ đã tới gần một vành đai tiểu hành tinh để tìm hiểu về cấu tạo của nó. Tiểu hành tinh có tên là Ida thậm chí còn có cả một vệ tinh tí hon của mình.
Trong các bộ phim, các tiểu hành tinh nằm san sát bên nhau, nhưng thực tế, chúng rải rác thưa thớt trong vành đai. Nếu bạn tới gần một tiểu hành tinh, bạn sẽ không thể nhìn thấy những tiểu hành tinh khác.

#### Số liệu và tên gọi

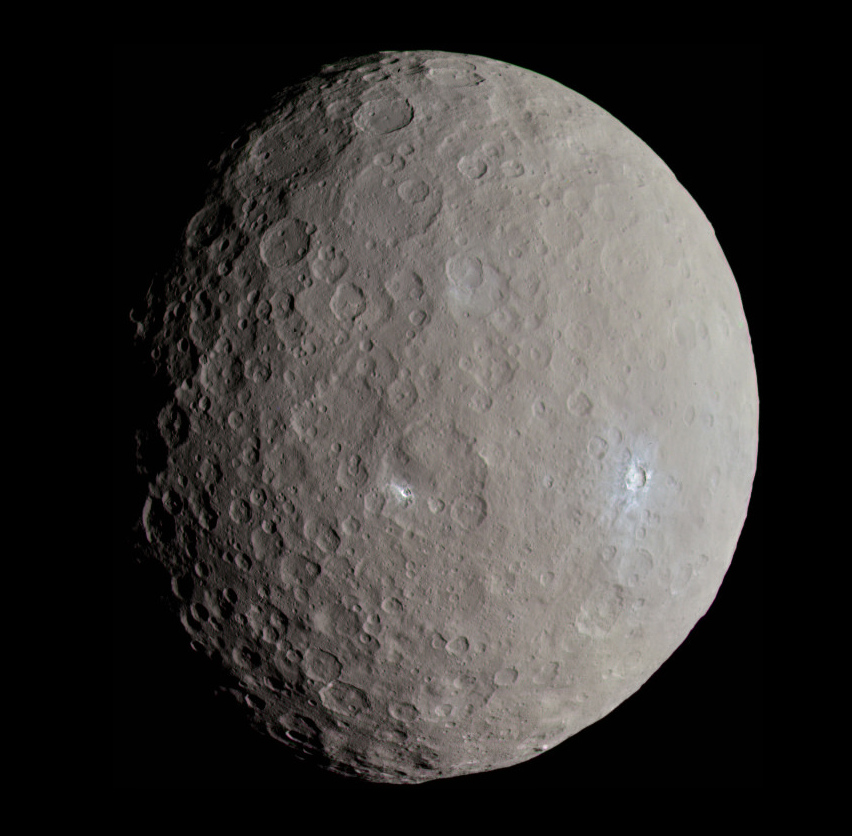
Ceres là hành tinh lùn nhỏ nhất được biết trong Hệ Mặt trời

Khi được phát hiện, tiểu hành tinh sẽ được đánh số. Chỉ khi nào các nhà thiên văn học biết được quỹ đạo của nó thì mới được đặt tên. Ceres, tiểu hành tinh đầu tiên được phát hiện, được tìm ra năm 1801.
Tập hợp các tiểu hành tinh tạo thành vành đai các tiểu hành tinh. Vành đai chính có hàng nghìn các tiểu hành tinh lớn hơn 1 km, và hàng triệu các vật thể bé như bụi. Dù có số lượng lớn như vậy, tổng khối lượng của cả vành đai chính cũng chỉ nhỏ hơn khối lượng Trái Đất 1000 lần. Các tiểu hành tinh với đường kính nhỏ hơn 500 m được gọi là thiên thạch. Các thiên thạch và bụi có thể va quệt vào khí quyển Trái Đất và tạo ra các "cơn mưa" sao băng.

### Sao chổi
Thực tế các tiểu hành tinh rất khó quan sát. Chúng hiện ra trong kính thiên văn như những điểm sáng mờ mờ. Nếu bạn muốn cái gì đó để xem cho đã mắt thì bạn nên quan sát một sao chổi. Tiếng Anh gọi sao chổi là comet, xuất phát từ chữ kometes trong tiếng Hy Lạp có nghĩa là "lông lá".
Sao chổi là những khối băng và bụi đường kính khoảng vài kilômét km. Chúng bay quanh Mặt trời theo những quỹ đạo hình ê-líp. Điều đó có nghĩa là phần lớn thời gian chúng ở cách rất xa Mặt trời, nơi rất lạnh và khiến khối băng của nó không bị tan ra. Khi chúng bay tới gần Mặt trời, khối băng nóng lên và biến thành khí. Cái "đuôi" hùng vĩ của nó xuất hiện, do khí và bụi của sao chổi tạo nên. Đuôi của sao chổi có thể dài hàng triệu kilômét km, nhưng "cái chổi" vĩ đại chói lòa đó chẳng qua chỉ là một dúm bụi mà thôi!
Ánh sáng và các hạt từ Mặt trời đập vào hướng ngược với đuôi sao chổi làm nó luôn có một cái đuôi nhỏ hướng về phía Mặt trời. Bạn cũng có thể nhìn thấy một sao chổi nhưng lại có nhiều cái đuôi - một số có cấu tạo là bụi, số khác mờ hơn là những đuôi bằng chất khí. Chúng ta có thể nhìn thấy những cái đuôi bởi bụi phản chiếu ánh sáng Mặt trời, giống như những hạt bụi trong phòng bạn lòe lên khi có một tia nắng chiếu vào.

### Bụi vũ trụ
Khi một sao chổi tiến lại gần Mặt trời, bụi từ cái đuôi của nó bị thổi bay ra lại nhập vào đám các mảnh vỡ có từ khi Thái dương hệ của chúng ta được hình thành. Mỗi ngày lại có những mảnh bụi vũ trụ rơi xuống Trái Đất chúng ta - hơn 25 ngàn tấn mỗi năm!
Hầu hết những mảnh bụi này biến mất trong bầu khí quyển của Trái Đất do sự ma sát. Khi rơi xuống với tốc độ rất lớn, những mảnh bụi này co sát với bầu khí quyển khiến nó nóng lên và cuối cùng cháy rụi. Sự ma sát cũng là nguyên nhân khiến tàu Con thoi và các tàu vũ trụ khác bốc cháy khi chúng quay trở về Trái Đất nếu chúng không có những lớp bảo vệ.

#### Sao băng

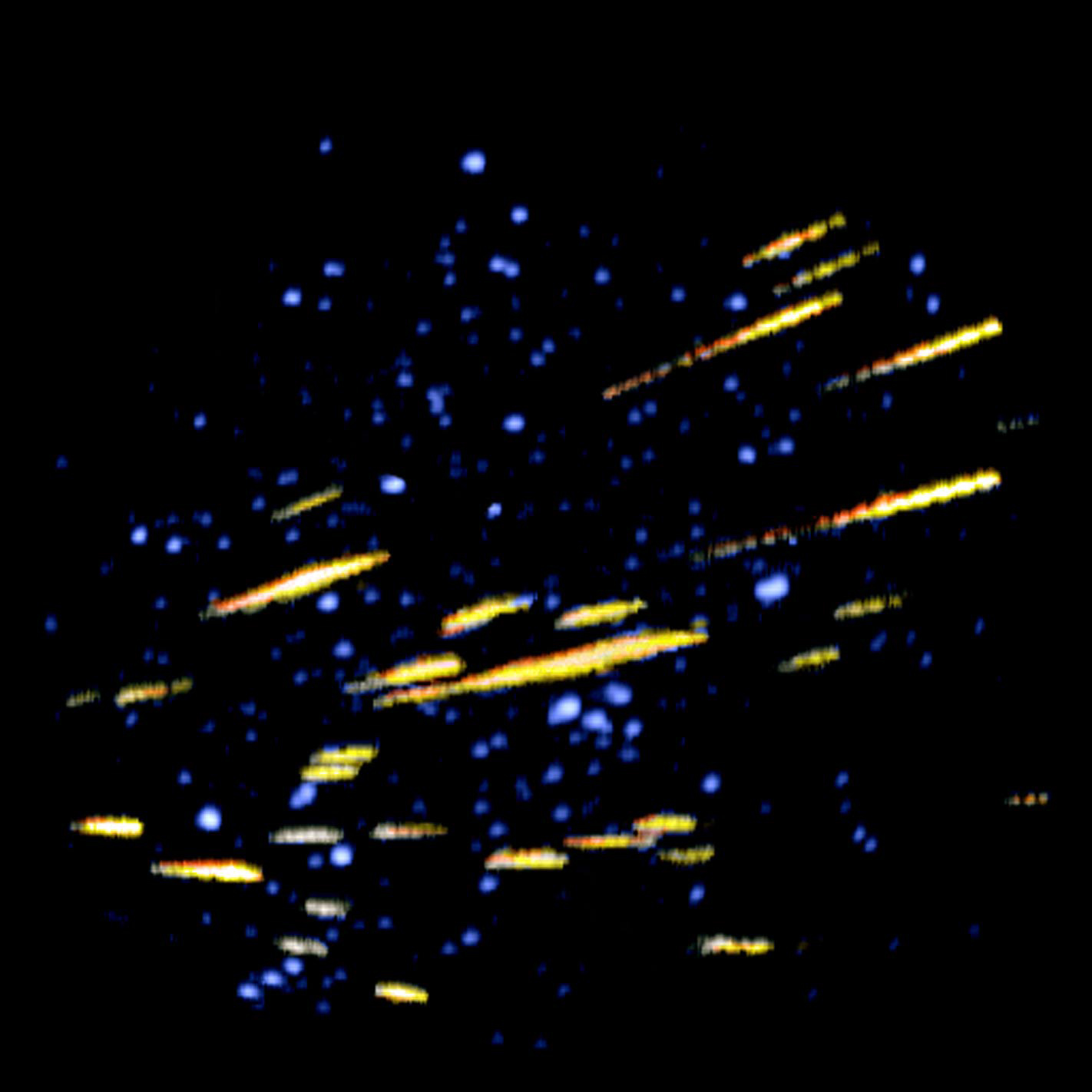
Mưa sao băng Alpha-Monocerotid, 1995

Nếu những mảnh bụi này rơi xuống bầu khí quyển Trái Đất vào ban đêm, bạn có thể thấy chúng bùng cháy thành một vệt sáng. Người ta gọi chúng là sao băng. Trong một đêm đẹp trời, bạn có thể nhìn thấy nhiều sao băng trong một tiếng đồng hồ. Đẹp nhất vẫn là những trận mưa sao băng, xảy ra khi Trái Đất qua một cái đuôi hay một đám bụi của sao chổi. Khi đó chúng ta sẽ thấy hàng chục, hàng trăm, thậm chí hàng nghìn ngôi sao băng rơi xuống.

## Vụ va chạm
Các nhà thiên văn học lo tìm những thiên thạch lớn bởi chúng có thể là một tai họa nghiêm trọng. Một vật có đường kính nhỏ hơn 50 m sẽ cháy rụi trên đường đi, nhưng phần còn lại của một khối đá có đường kính 1 km khi rơi xuống mặt đất vẫn đủ sức xóa sạch một thành phố. Rất may là vũ trụ rất rộng lớn, khả năng đó rất nhỏ, có thể chỉ vài trăm năm một lần.
Chúng ta có thể nhìn thấy những vết thương trên Trái Đất do các thiên thạch gây ra. Nhiều nhà khoa học cho rằng nguyên nhân khiến cho loài khủng long biến mất là do một thiên thạch lớn rơi xuống Trái Đất 64 triệu năm trước và đâm vào Trung Mỹ. Vụ va chạm này làm tung lên lớp bụi che lấp ánh sáng Mặt trời trong nhiều năm, giết chết các loài thực vật - thức ăn của loài khủng long.

### Rác vũ trụ
Không phải tất cả các vật thể bốc cháy trong khí quyển Trái Đất, hay đâm xuống mặt đất, đều là những thiên thạch. Trong suốt 40 năm qua, chúng ta đã đưa nhiều vệ tinh và tàu vũ trụ lên không gian để phục vụ cho việc nghiên cứu và khám phá. Những thứ đang trôi vật vờ trên đó chính là những bộ phận của các vệ tinh đã cũ, tên lửa và thậm chí cả một trạm vũ trụ hay chất thải của các nhà du hành vũ trụ. Đôi khi chúng rơi vào khí quyển Trái Đất và bốc cháy, làm nhiều người tưởng lầm là sao băng.
Trong không gian, những vật này va chạm với nhau và vỡ ra thành những mảnh bé hơn. Đừng tưởng thế là an toàn, bởi trong không gian chúng bay với tốc độ còn nhanh hơn cả một viên đạn, nên dù chúng có kích thước bé nhỏ đến mấy đi nữa, thì đó vẫn là những mối họa khôn lường.

## Thư viện hình
- Một số hình ảnh về sao băng-thiên thạch rơi vào bầu khí quyển Trái Đất

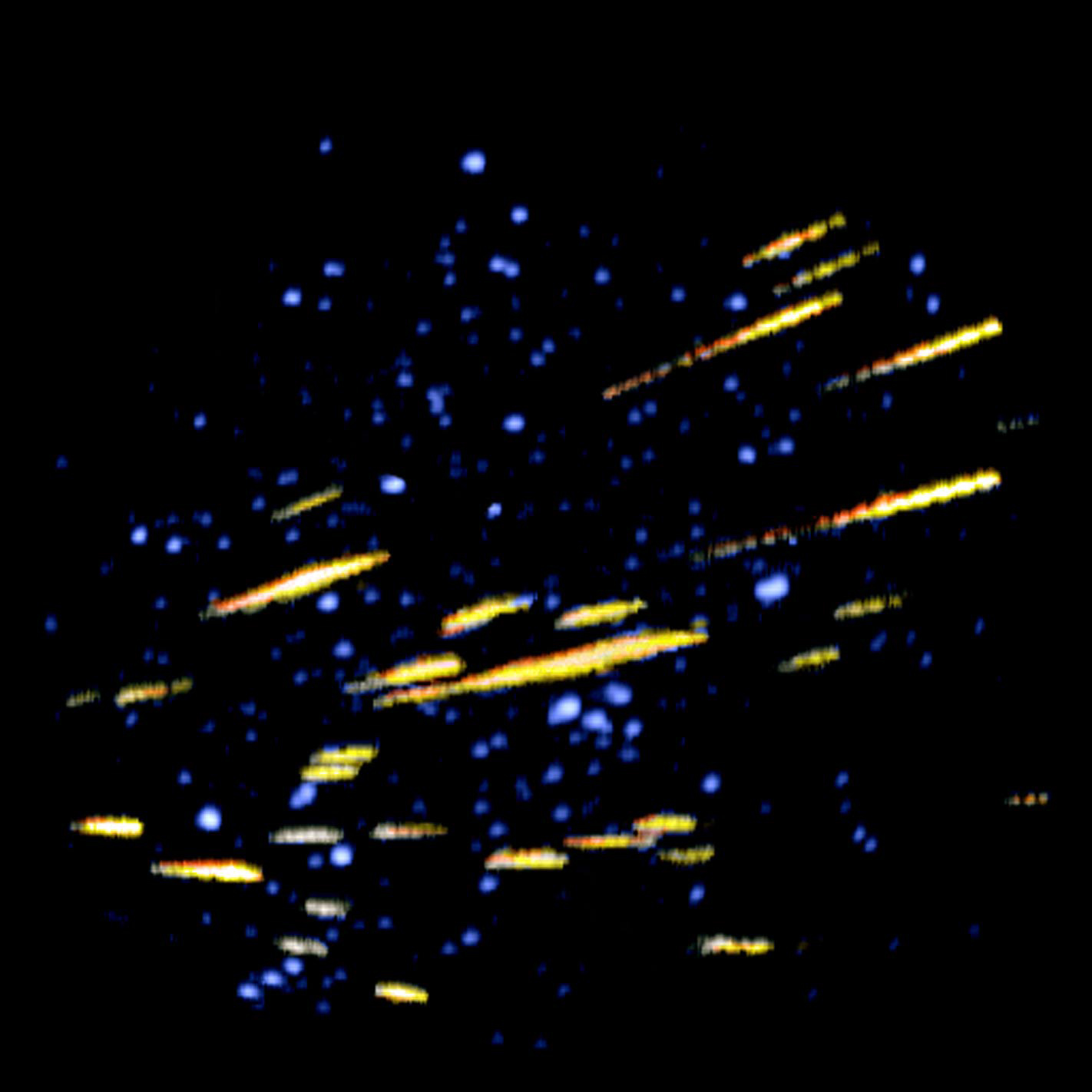
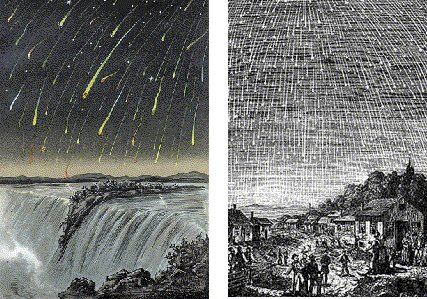
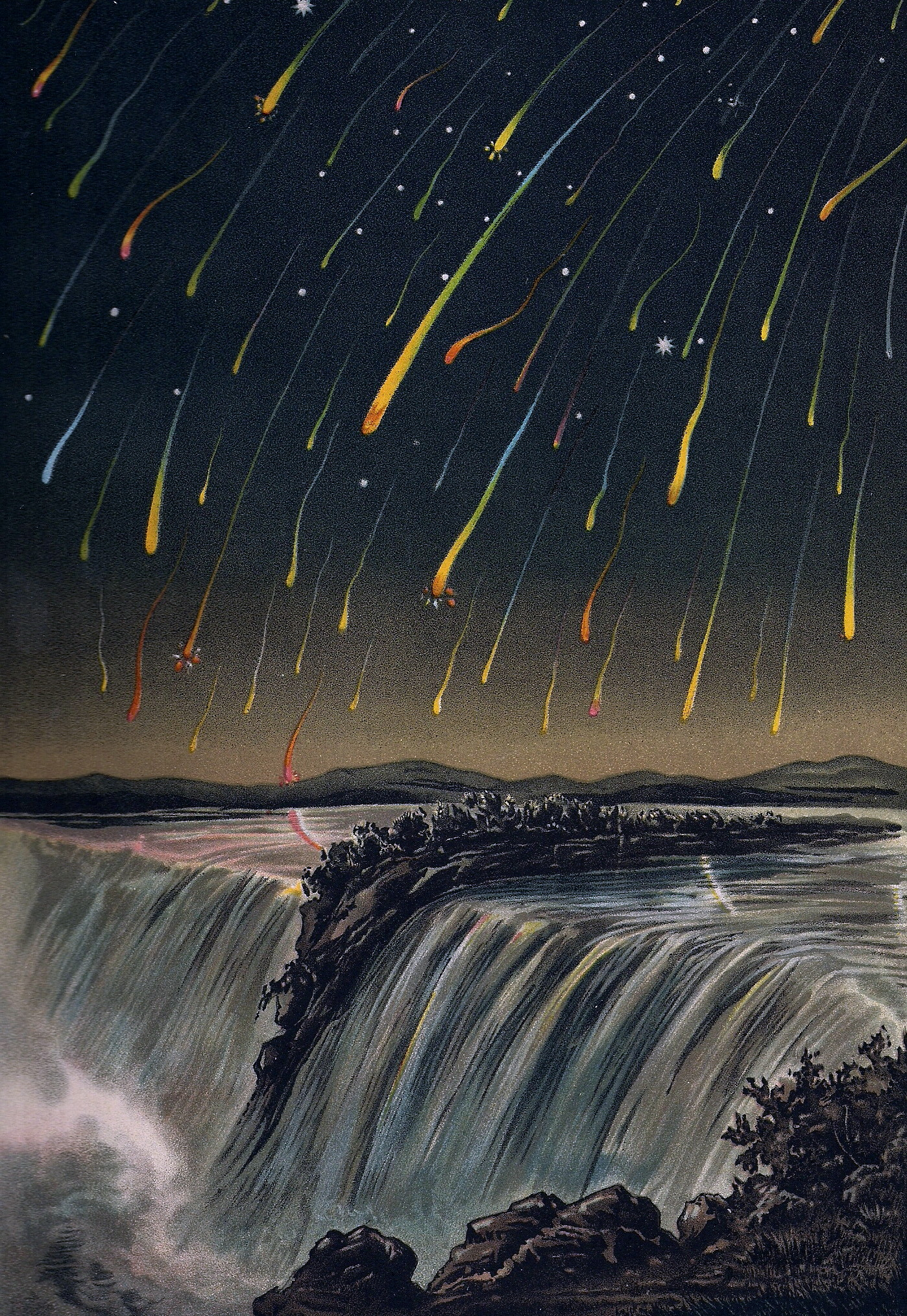
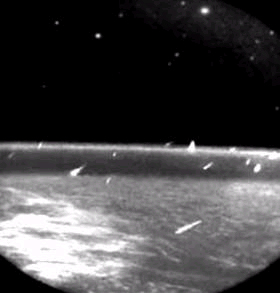

- Một số mẩu vẫn thạch:

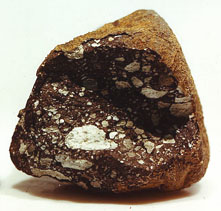
ALH81005 lunar meteorite
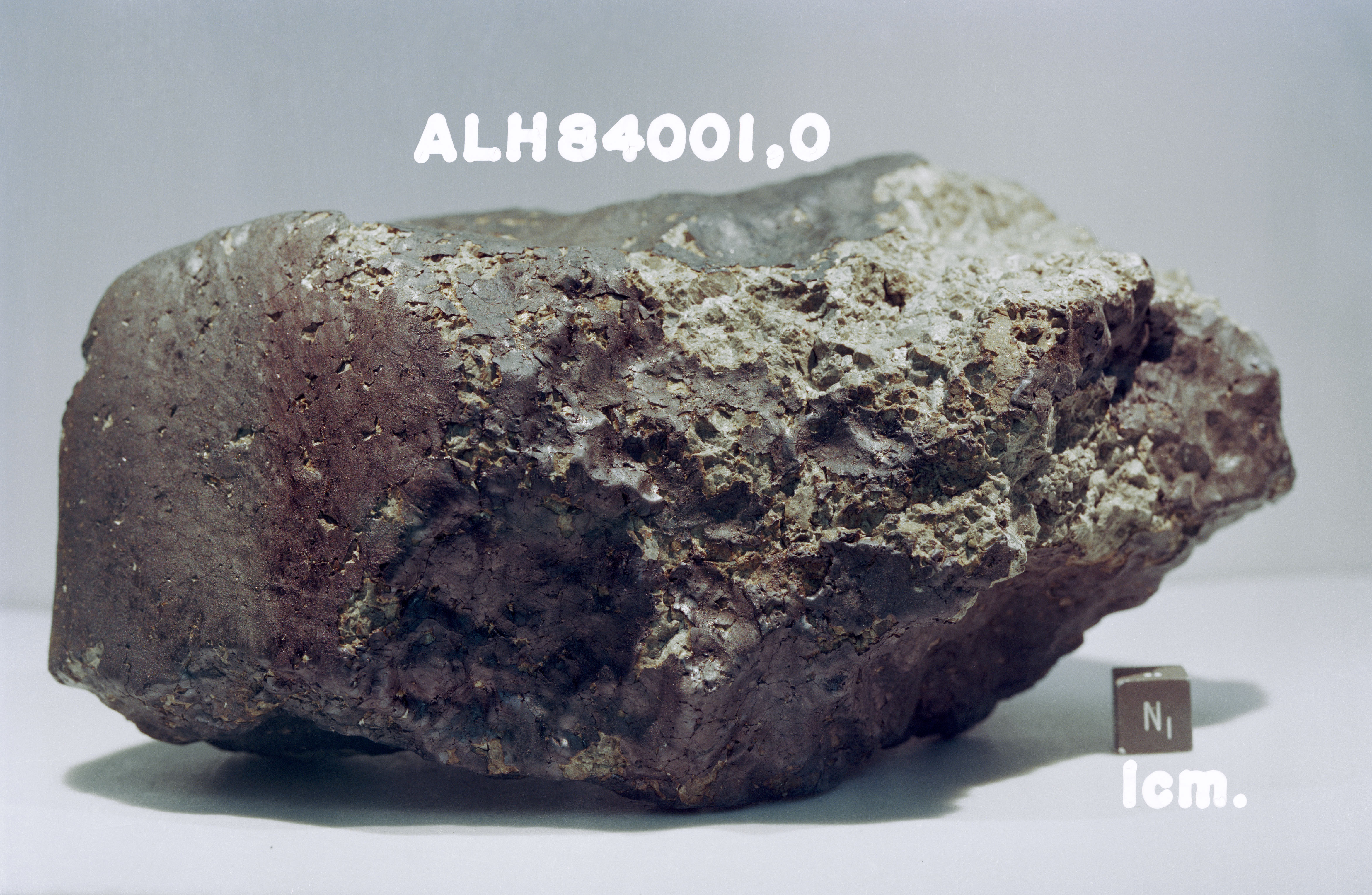
ALH 84001 martian meteorite
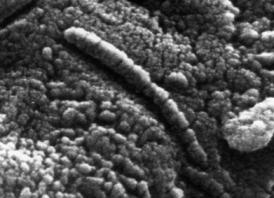
ALH84001: fossil bacteria?
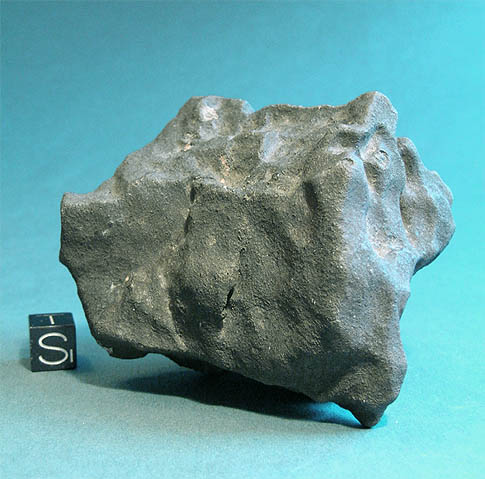
Bassikounou meteorite, 308gm
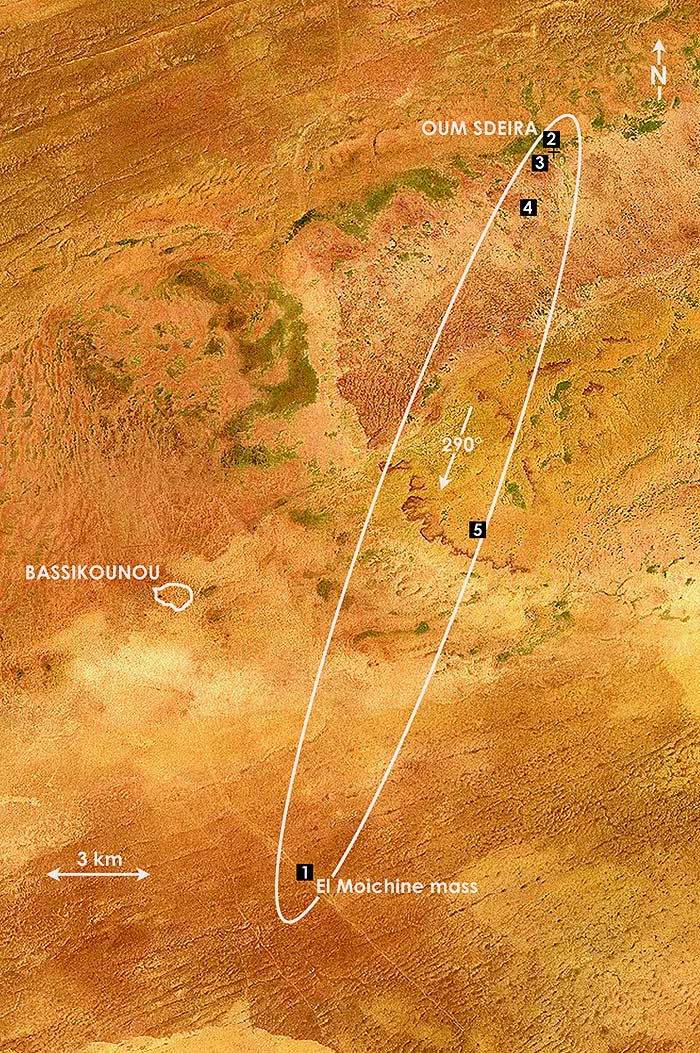
Strewn field / distribution ellipse of the Bassikounou meteorite fall
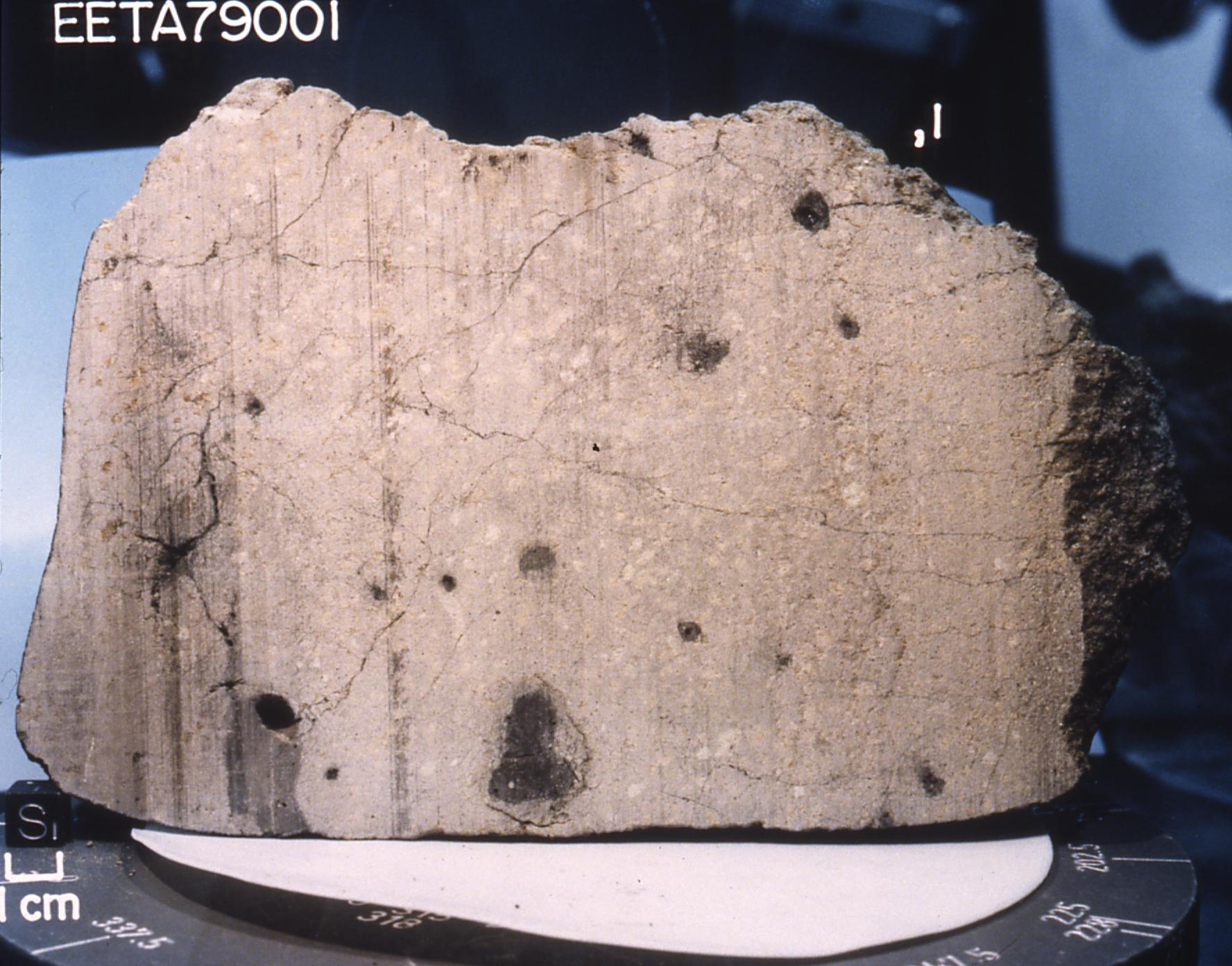
EETA79001 martian meteorite
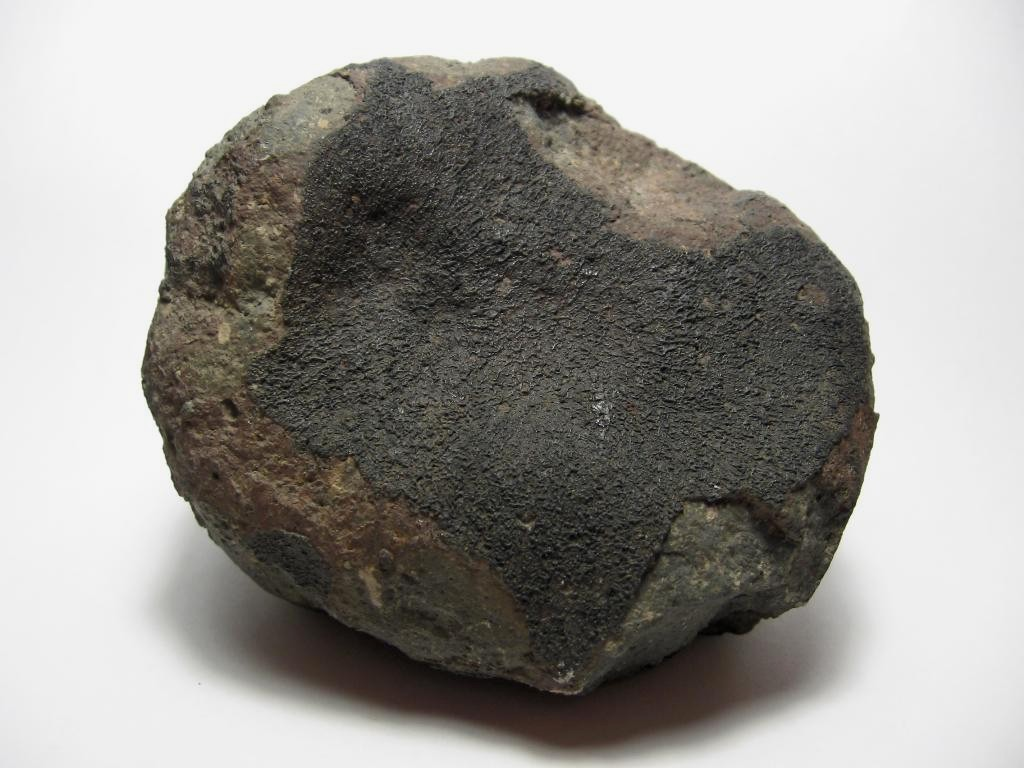
Allende meteorite
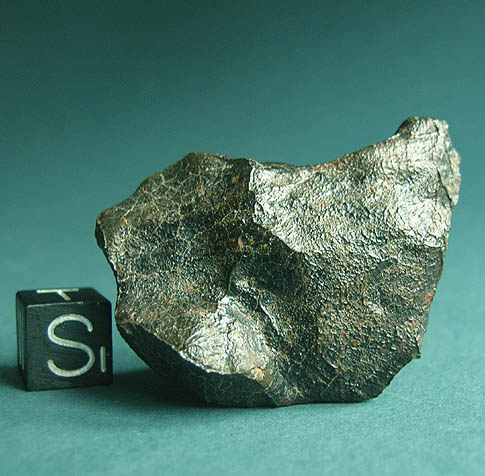
Camel Donga eucrite meteorite
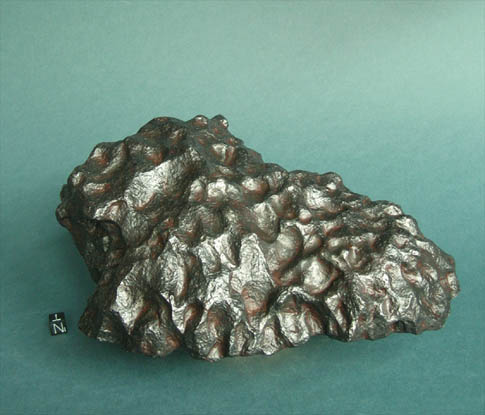
8 kg shield shaped Campo del Cielo iron meteorite
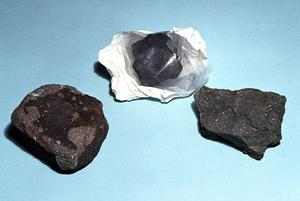
Carbonaceous chondrites
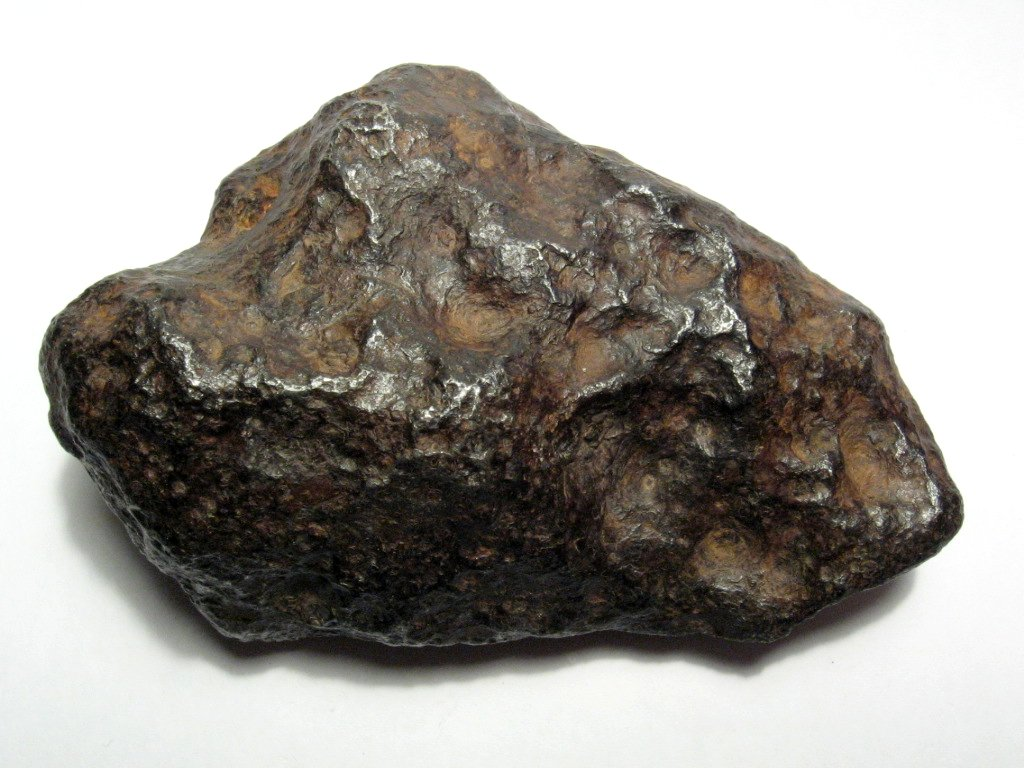
Chinga meteorite
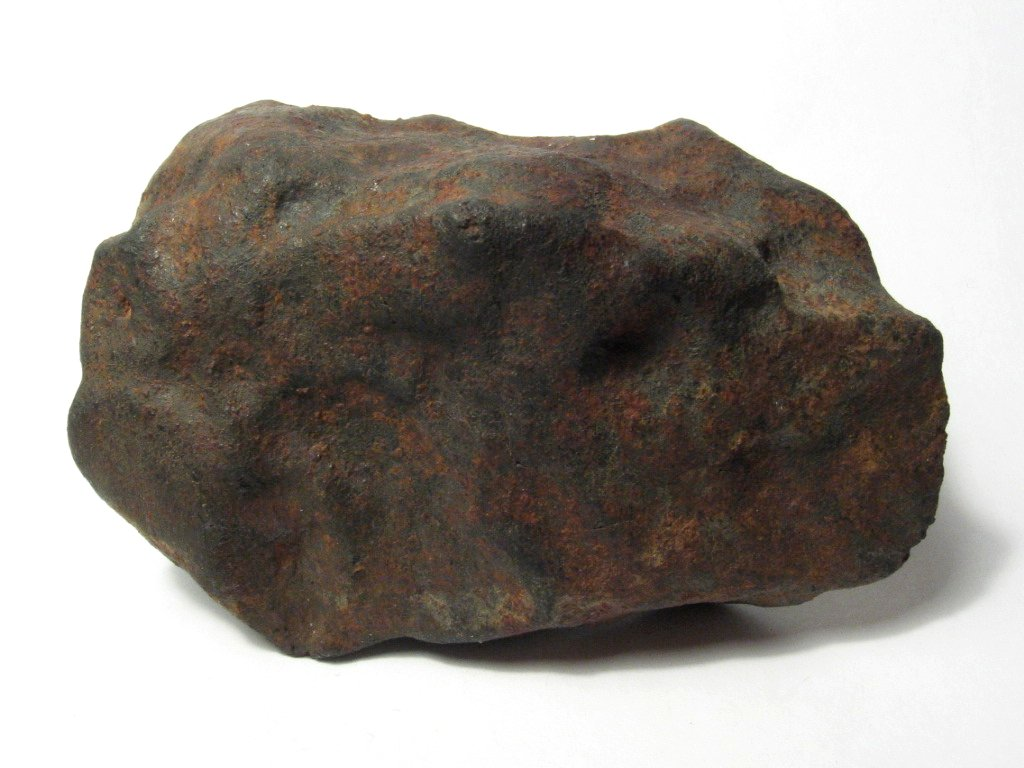
Gao-Guenie meteorite
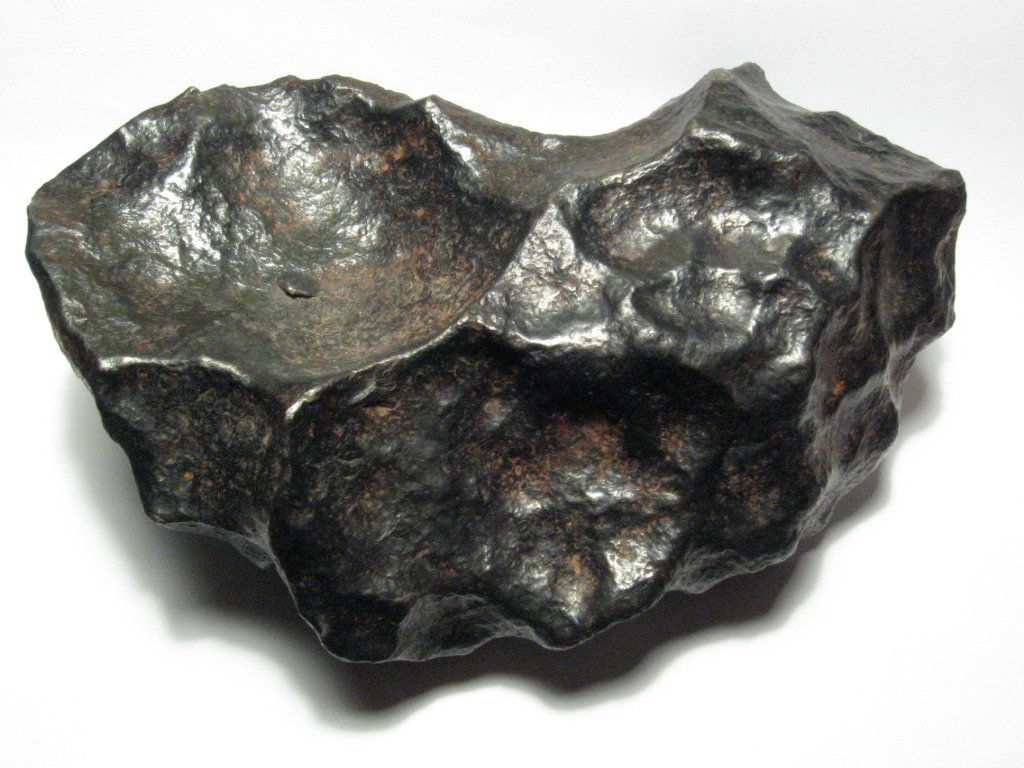
Gibeon meteorite
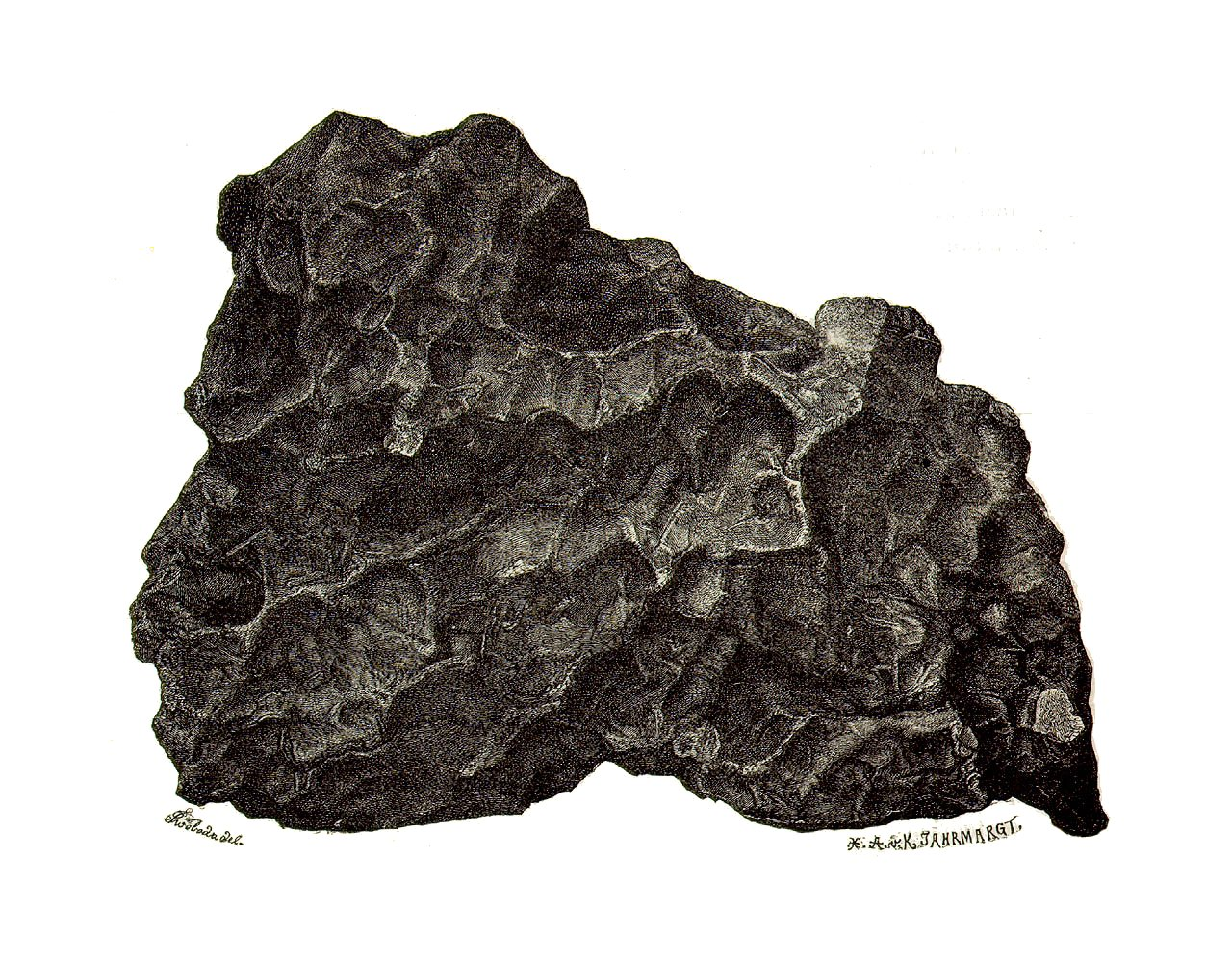
Hraschina meteorite
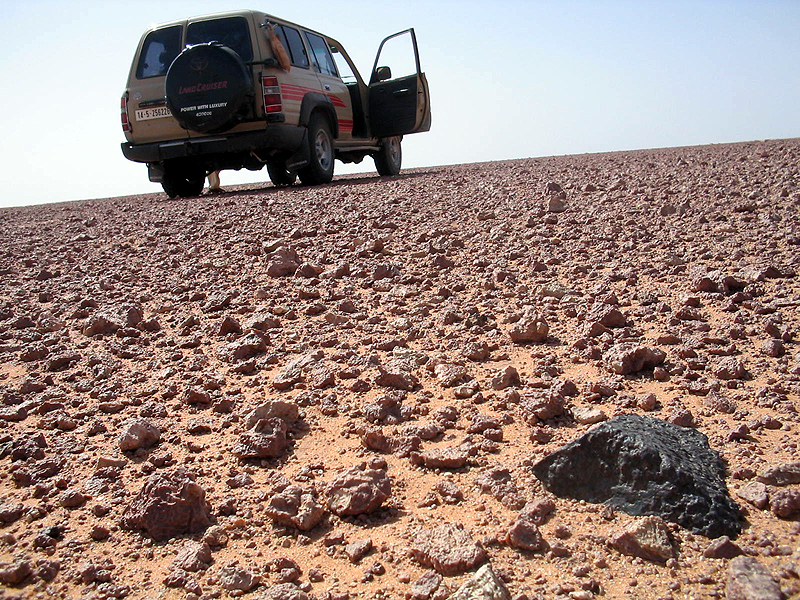
Stone meteorite in find situation in the Hammdah al Hamra, Libya 2004
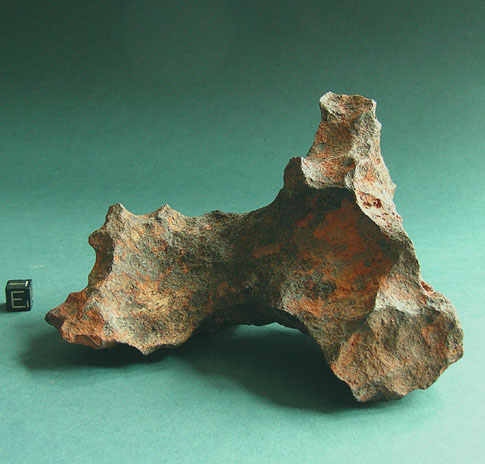
Henbury iron meteorite
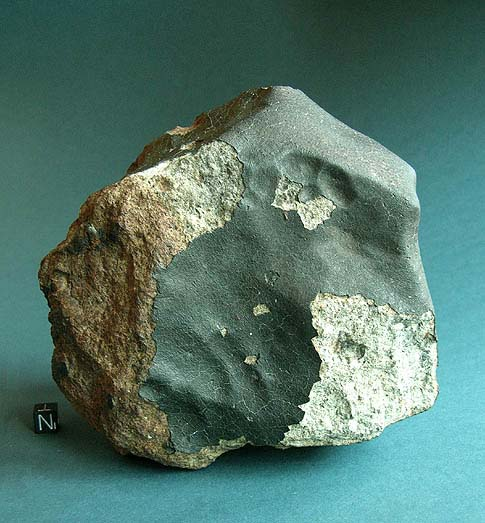
LL6 type stone meteorite
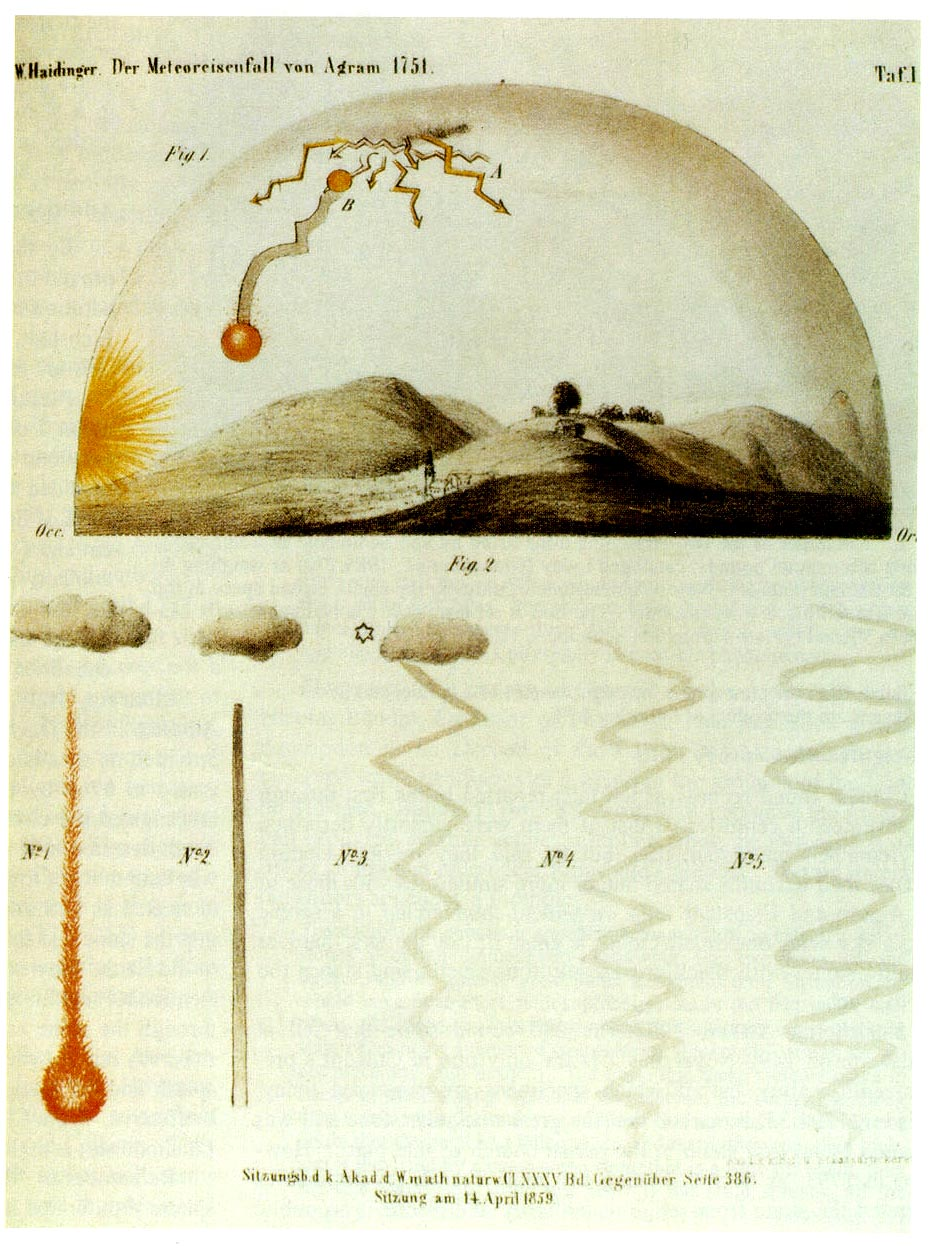
Hraschina meteorite, Drawings of the fall
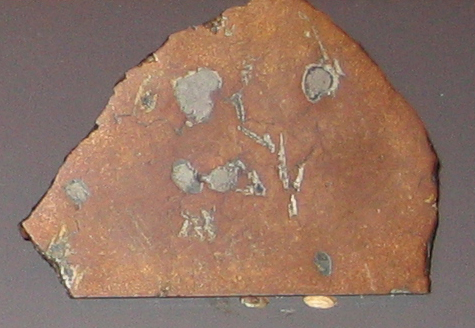
Iron meteorite, slice
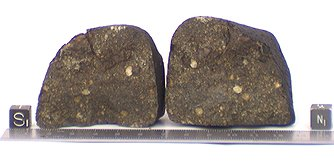
MET00506 meteorite
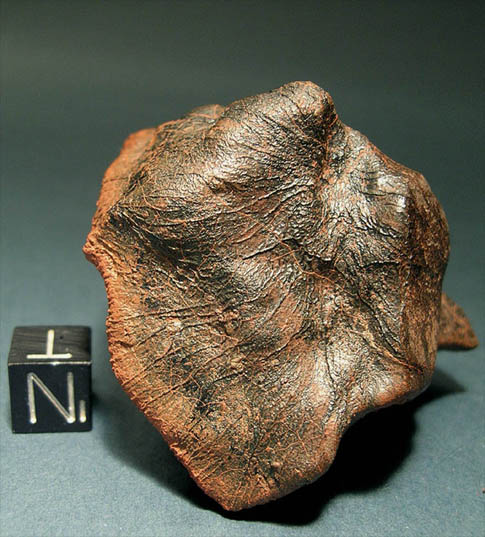
77g oriented Millbillillie eucrite meteorite
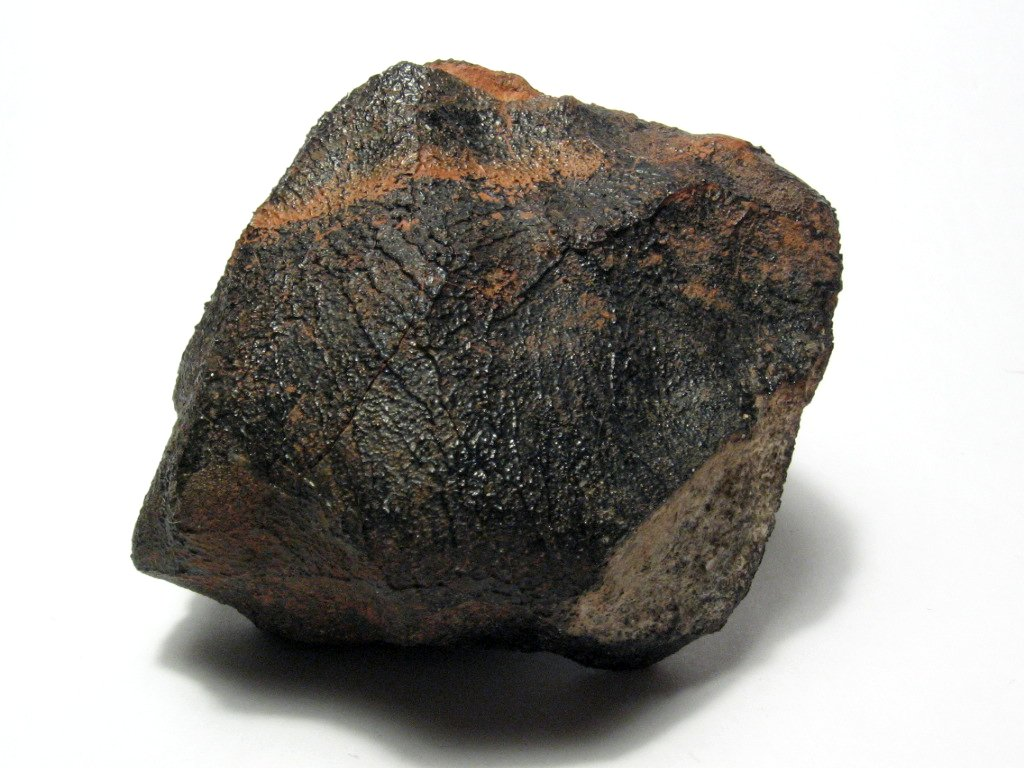
Millbillillie meteorite
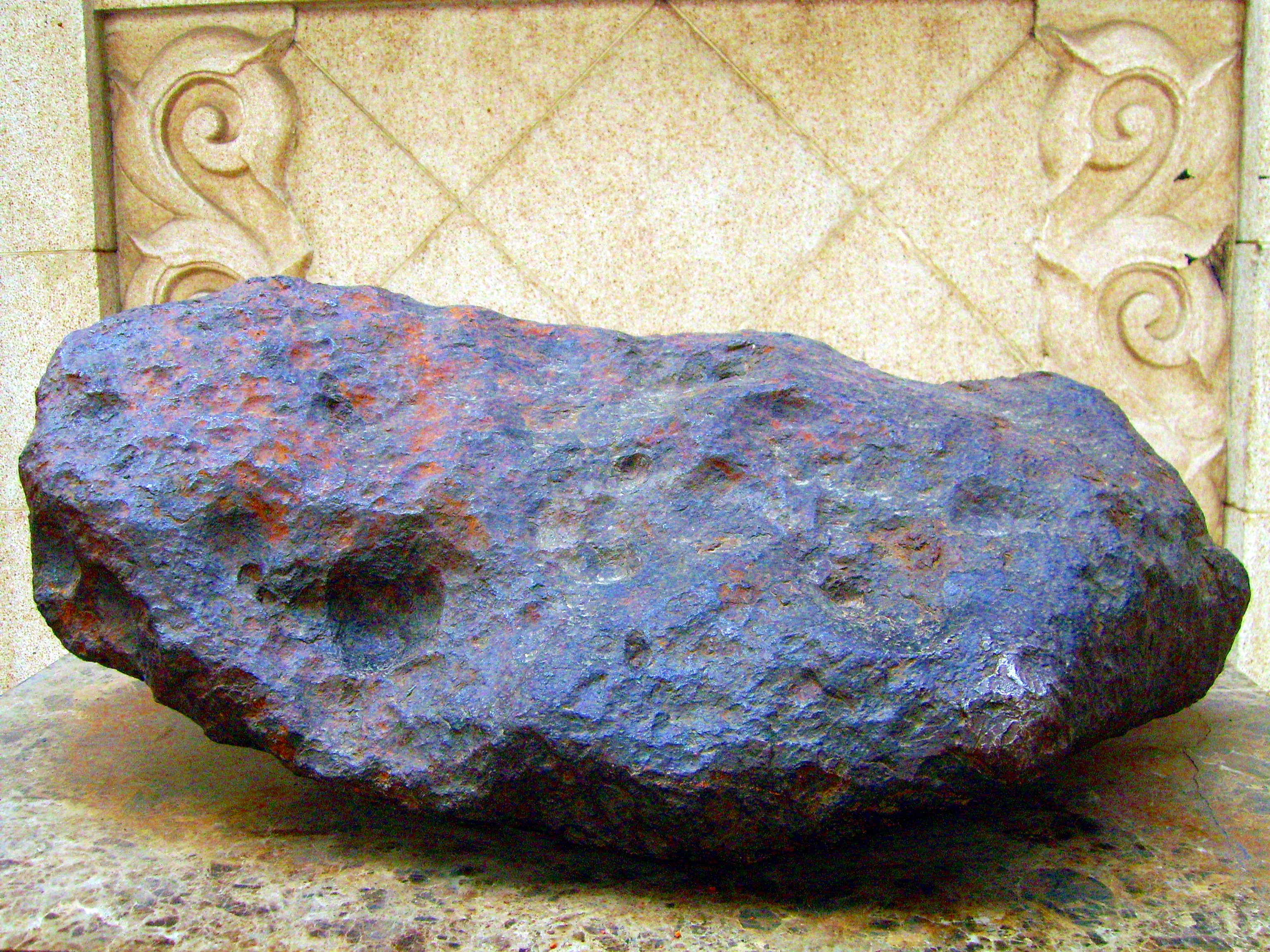
南丹铁陨石 (Nantan meteorite)
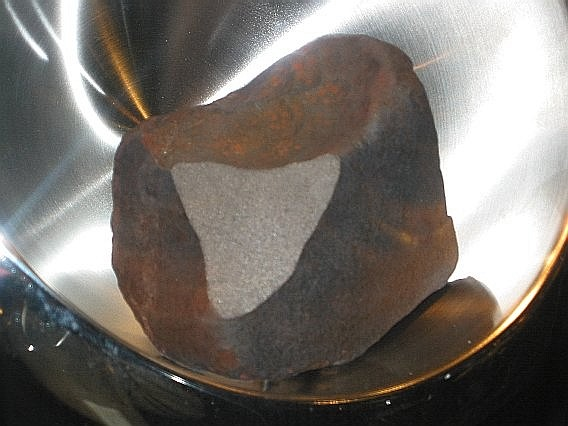
Neuschwanstein meteorite
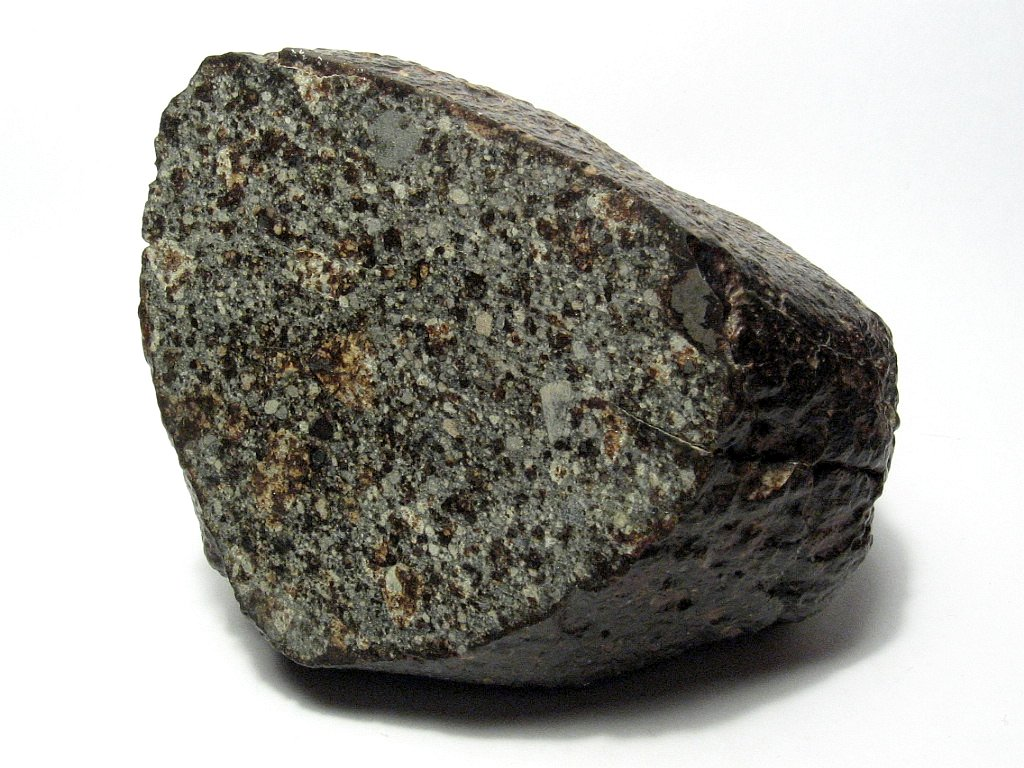
NWA 869
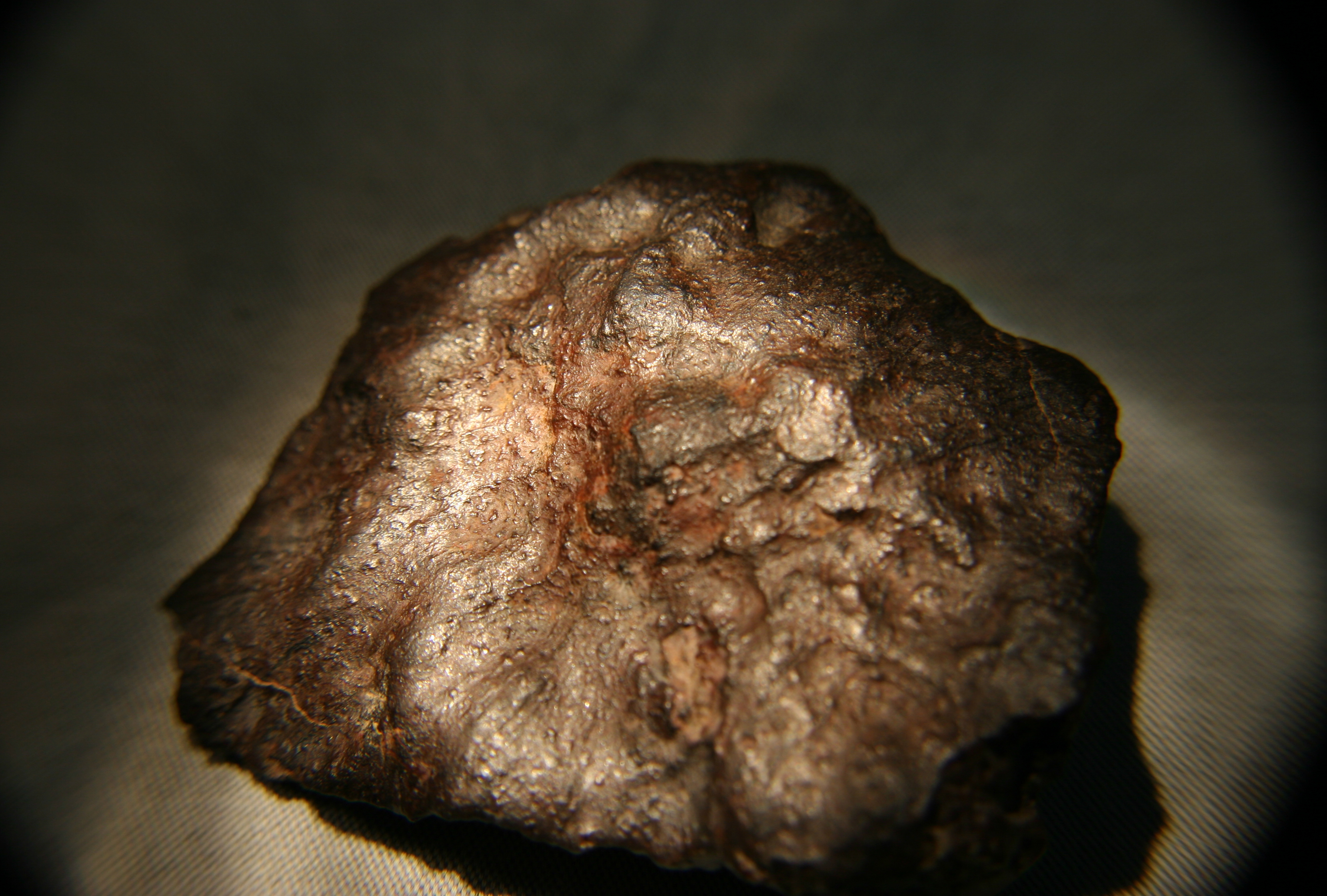
Oriented Meteorite
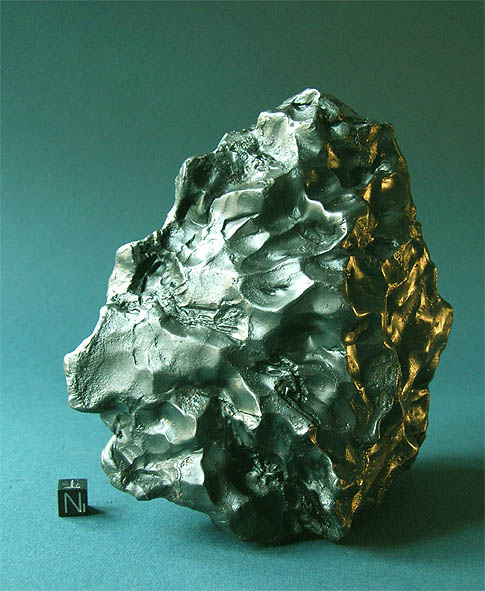
5.1 kg Sikhote Alin iron meteorite
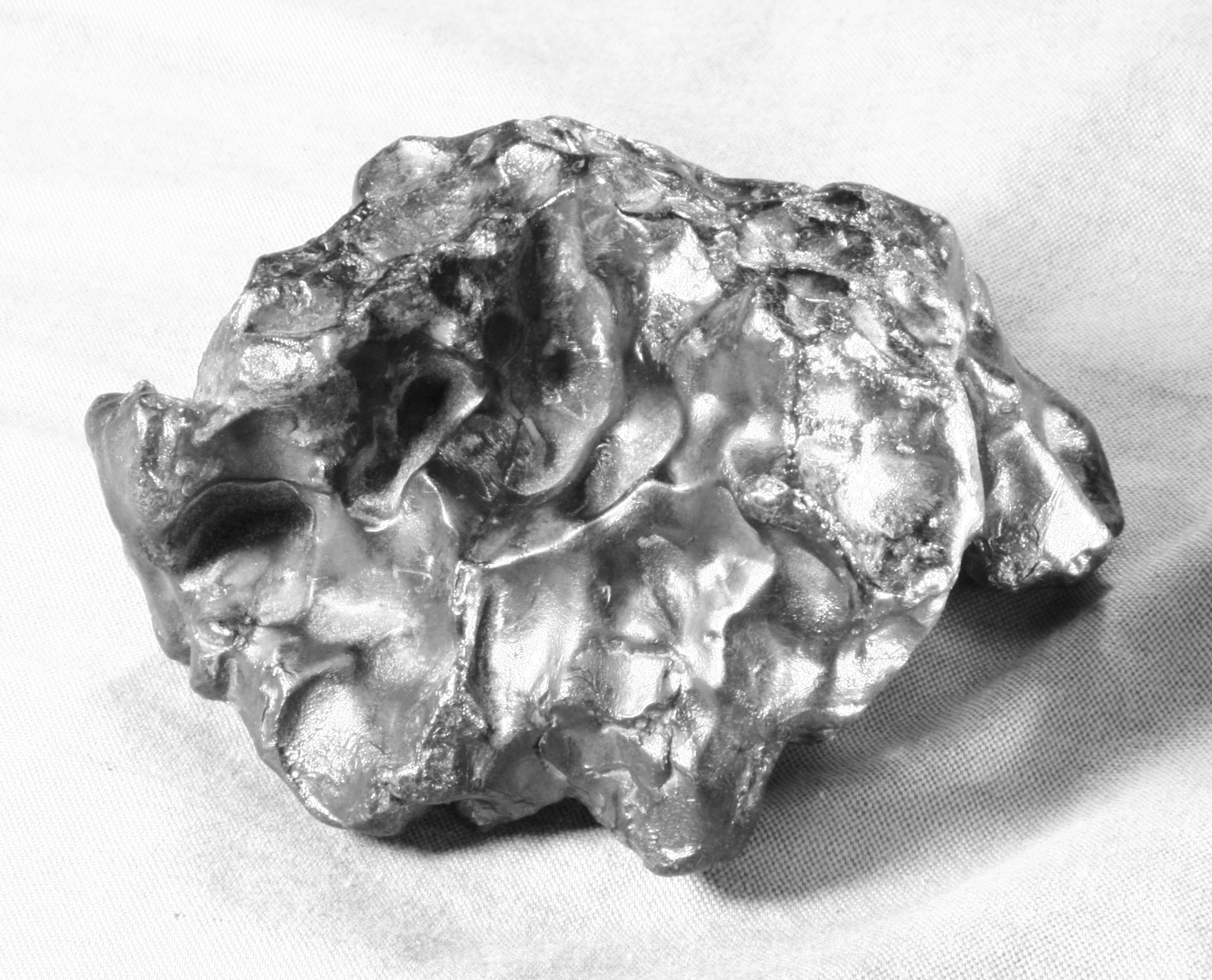
Sikhote Alin
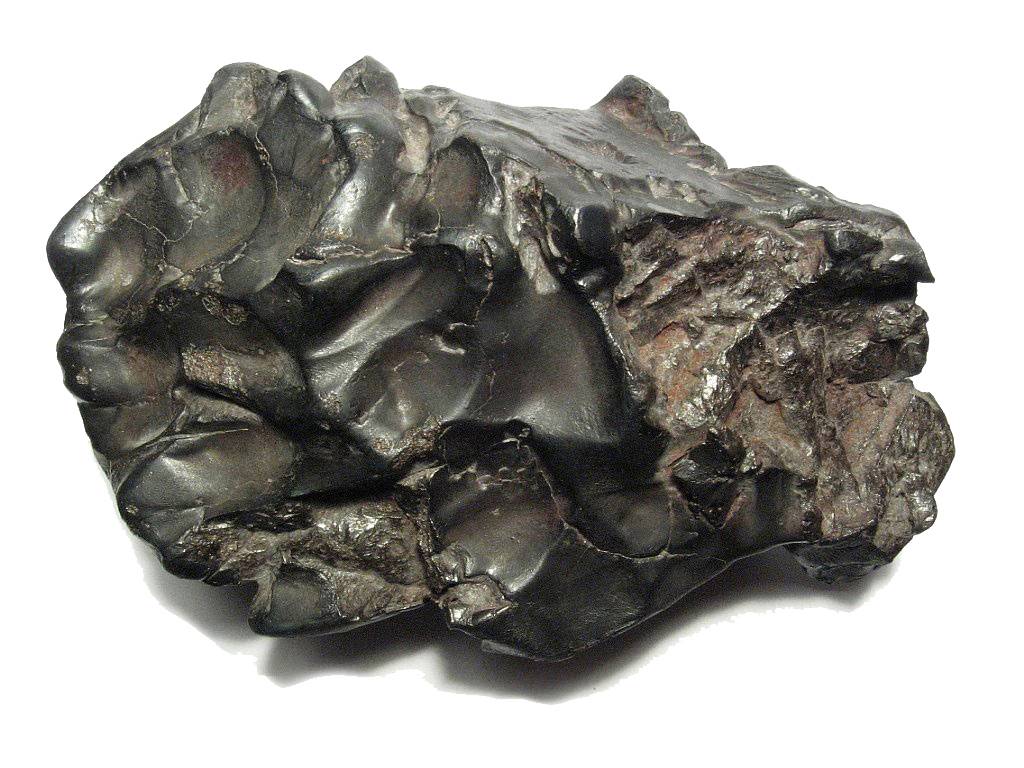
Sikhote Alin
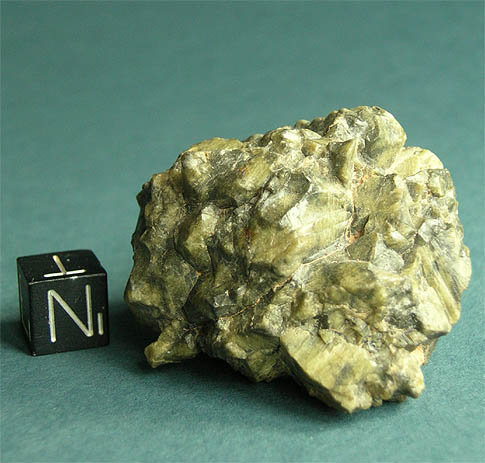
72gm Tatahouine diogenite meteorite
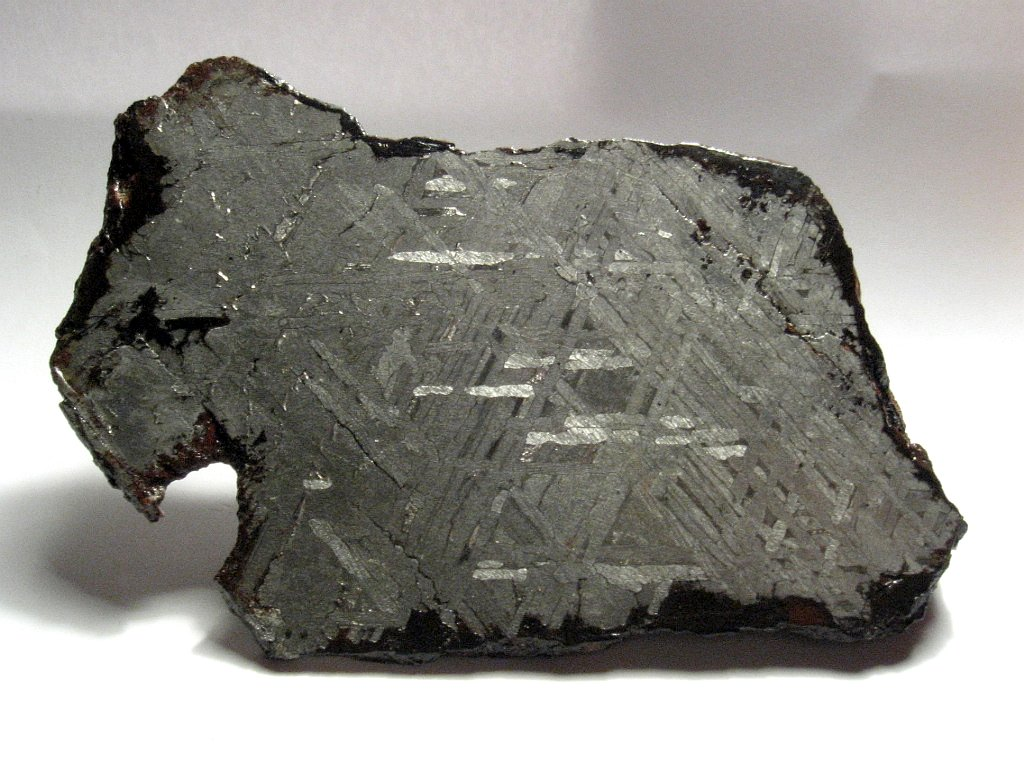
Toluca meteorite
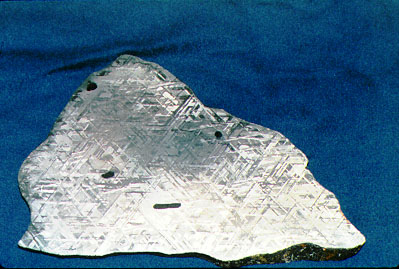
Widmanstätten-Pattern
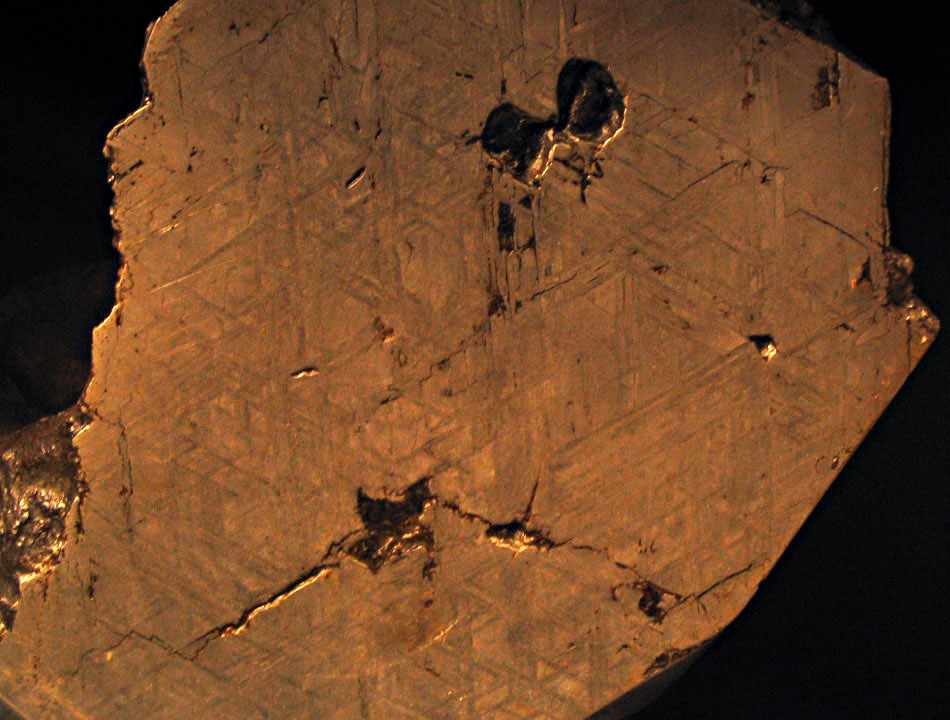
Widmanstätten patterns
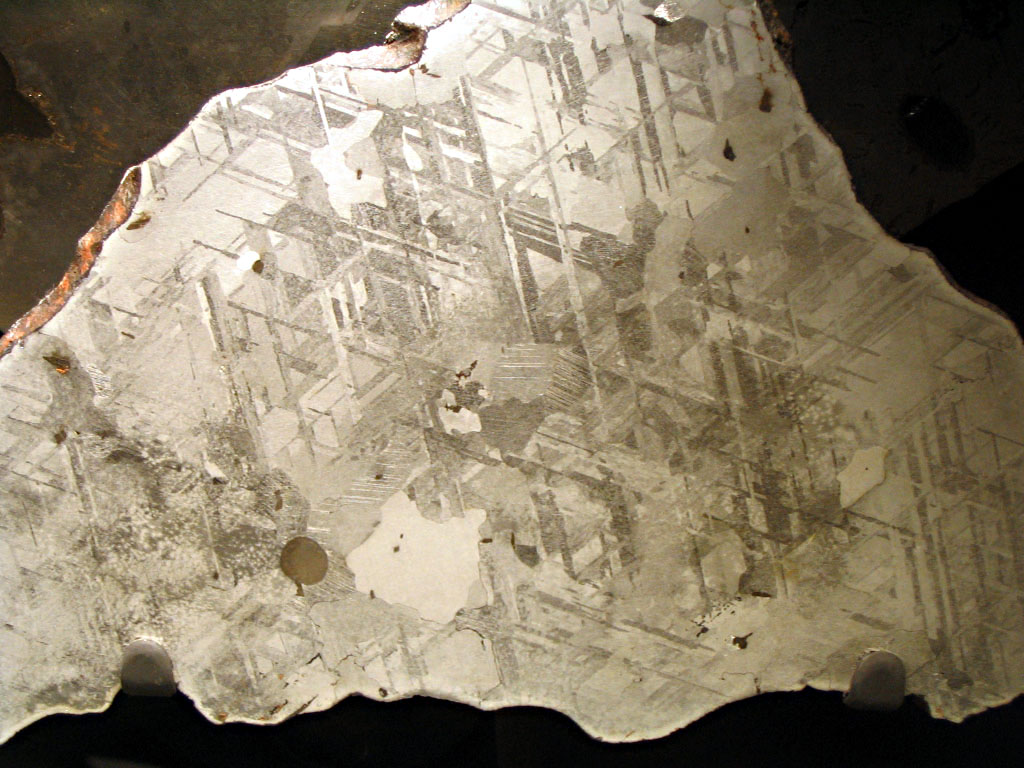
Widmanstätten patterns
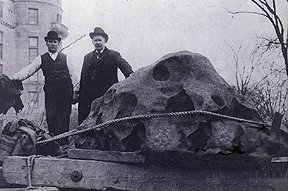
Willamette Meteorite in AMNH
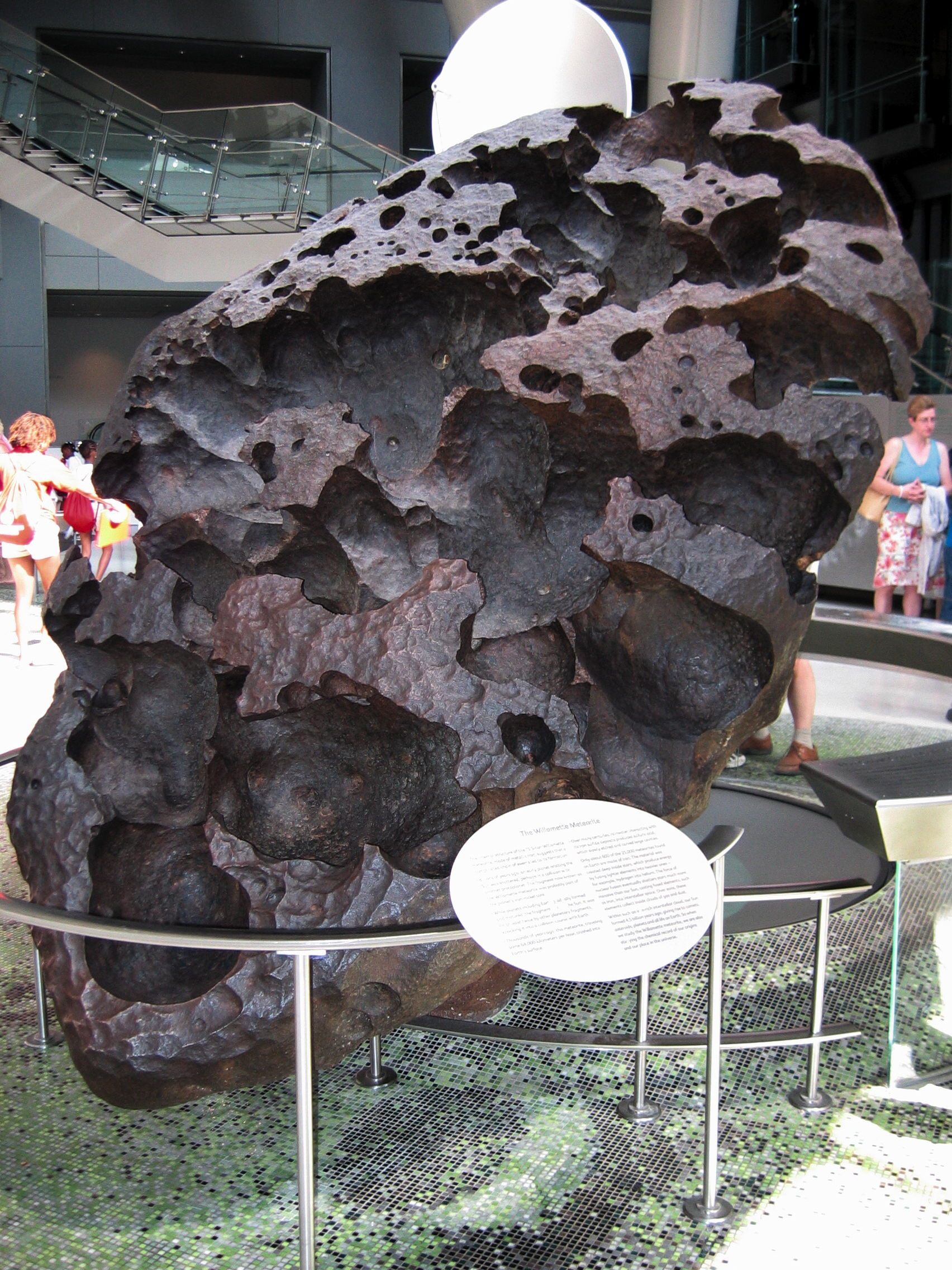
Willamette Meteorite
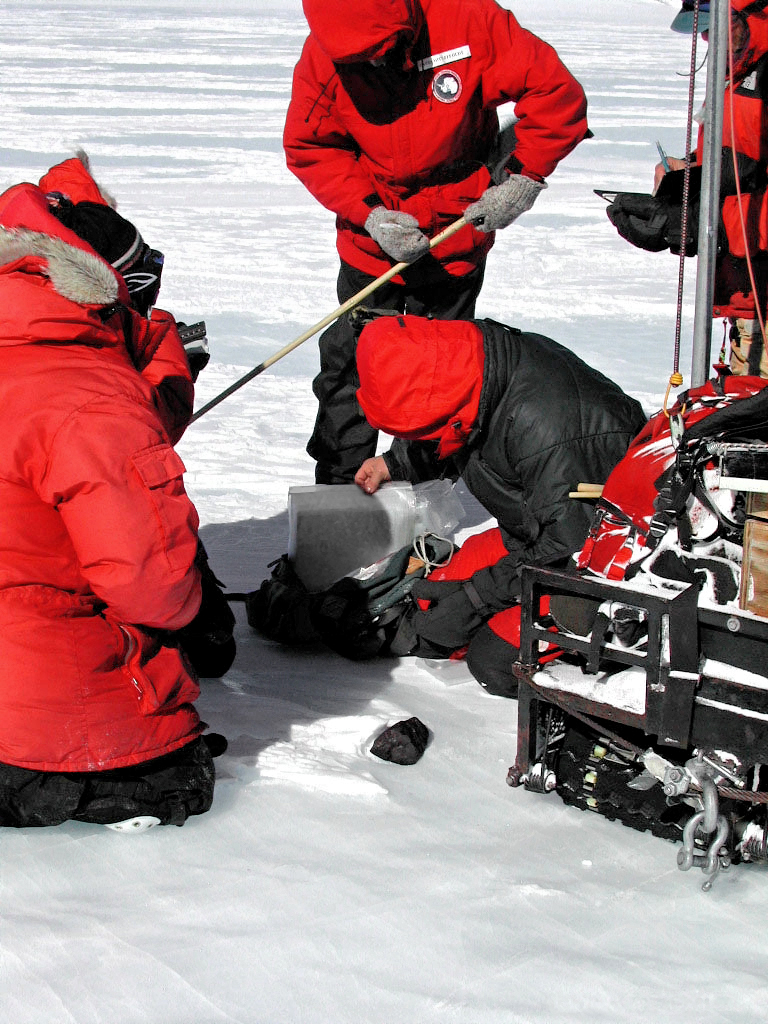
Meteorite Recovery in Antarctica
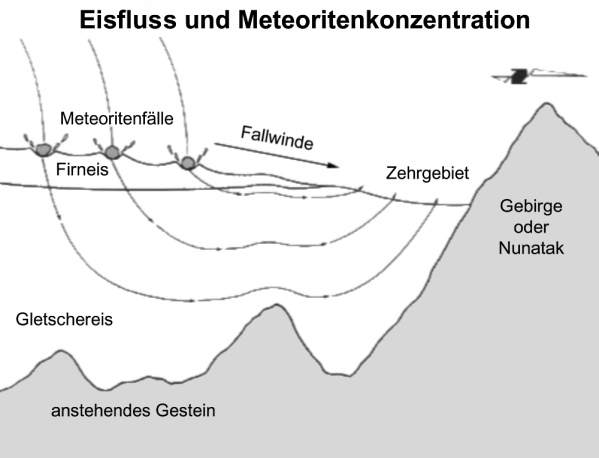
Meteoritenablagerungen in Blaueisfeldern

## Vẫn thạch
Theo một cách hiểu, thiên thạch là các mảnh vật chất (trong đó thường có các chất rắn) đến từ vùng không gian bên ngoài vào khí quyển, rơi xuống bề mặt Trái Đất hay bề mặt các thiên thể khác (như Mặt Trăng, Sao Hỏa,...).
Khi đã bay qua khí quyển và rơi xuống bề mặt thiên thể, phần còn lại của thiên thạch là vẫn thạch.